# Radar Island
Radar Island är en ö i Kanada.   Den ligger i territoriet Nunavut, i den östra delen av landet, 1 300 km norr om huvudstaden Ottawa. Arean är 2,4 kvadratkilometer.
Terrängen på Radar Island är mycket platt. Öns högsta punkt är 10 meter över havet. Den sträcker sig 2,4 kilometer i nord-sydlig riktning, och 1,9 kilometer i öst-västlig riktning.